# پادشاه اویجونگ
پادشاه اویجونگ (به کره‌ای: 의종)، ۲۳ مهٔ ۱۱۲۷ – ۷ نوامبر ۱۱۷۳)؛ هجدهمین پادشاه گوریو در کره (کشور) بود.